# Зіо (префектура)
Префектура Зі́о (фр. Prefecture Zio) — одна із 8 префектур у складі Приморського регіону Тоголезької Республіки. Адміністративний центр — місто Цевіє.

## Населення
| 2000    | 2002    | 2003    | 2004    | 2005    | 2006    | 2010    |
| ------- | ------- | ------- | ------- | ------- | ------- | ------- |
| 235 000 | 243 000 | 248 000 | 253 000 | 258 000 | 262 000 | 295 177 |

## Склад
До складу префектури входять 17 кантонів і комуна Цевіє:
| №  | Кантон          | Площа, км² | Населення, осіб (2010) | Центр        |
| -- | --------------- | ---------- | ---------------------- | ------------ |
| 1  | Абобо           | -          | -                      | Абобо        |
| 2  | Агбелуве        | -          | -                      | Агбелуве     |
| 3  | Адеті-Копе      | -          | -                      | Адеті-Копе   |
| 4  | Болукпета       | -          | -                      | Болукпета    |
| 5  | Влі             | -          | -                      | Влі          |
| 6  | Гаме            | -          | -                      | Гаме         |
| 7  | Гапе-Кподжі     | -          | -                      | Кподжі       |
| 8  | Гбатопе         | -          | -                      | Гбатопе      |
| 9  | Гблаінвіє       | -          | -                      | Гблаінвіє    |
| 10 | Давіє           | -          | -                      | Давіє        |
| 11 | Далаве          | -          | -                      | Далаве       |
| 12 | Джагбле         | -          | -                      | Джагбле      |
| 13 | Ковіє           | -          | -                      | Ковіє        |
| 14 | Кпоме           | -          | -                      | Кпоме        |
| 15 | Міссіон-Тове    | -          | -                      | Міссіон-Тове |
| 16 | Цевіє (кантон)  | -          | -                      | Цевіє        |
| 17 | Цевіє (комуна)  | -          | 54 474                 | Цевіє        |
| 18 | Центральне Гапе | -          | -                      | Гапе         |